# Grand Prix automobile de Malaisie 2007
GP précédent GP suivant
Le Grand Prix automobile de Malaisie 2007 (2007 Formula 1 Petronas Malaysian Grand Prix), disputé sur le circuit international de Sepang le 8 avril 2007 est la 770e épreuve de l'histoire du championnat du monde de Formule 1 courue depuis 1950 et la seconde épreuve du championnat 2007.

## Essais libres

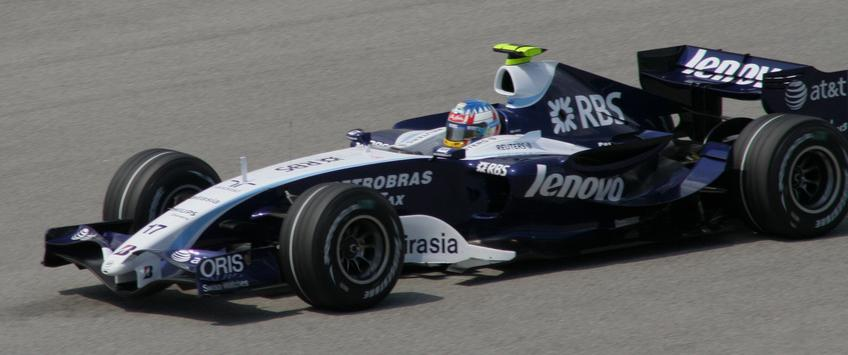
Alex Wurz au Grand Prix de Malaisie 2007

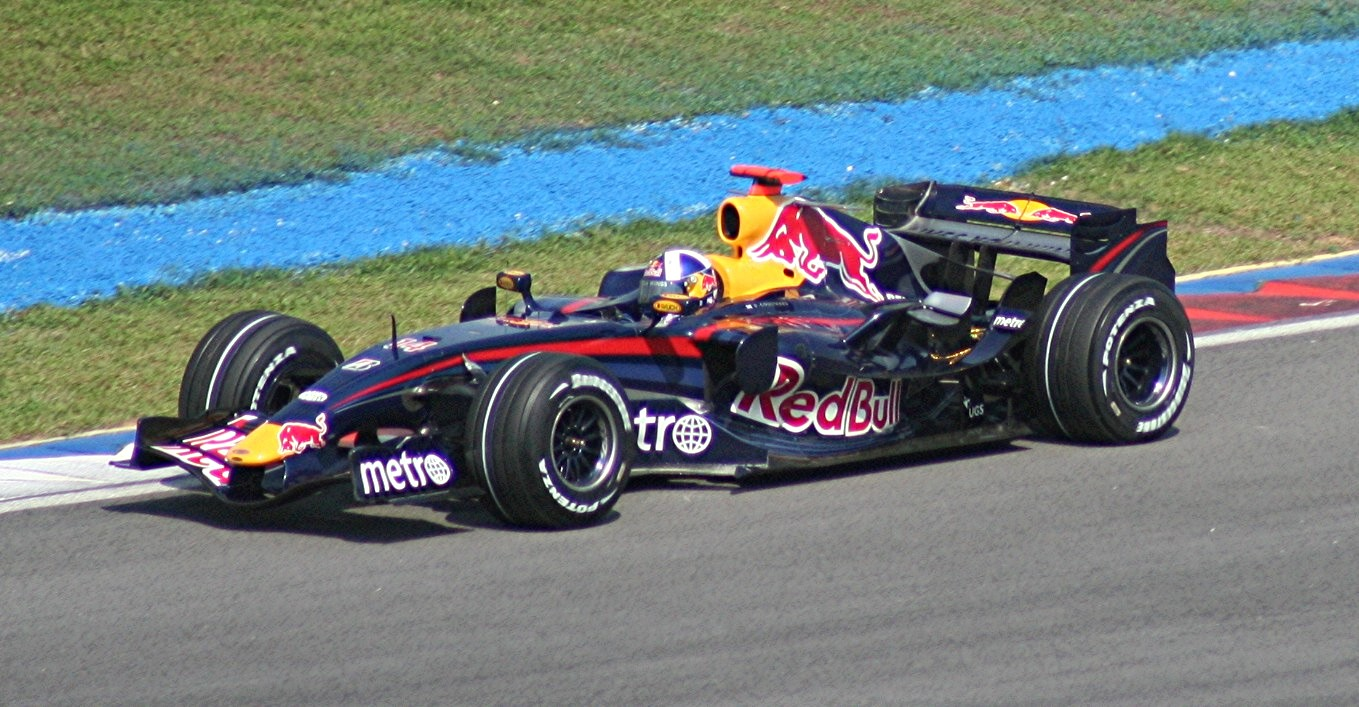
David Coulthard au Grand Prix de Malaisie 2007

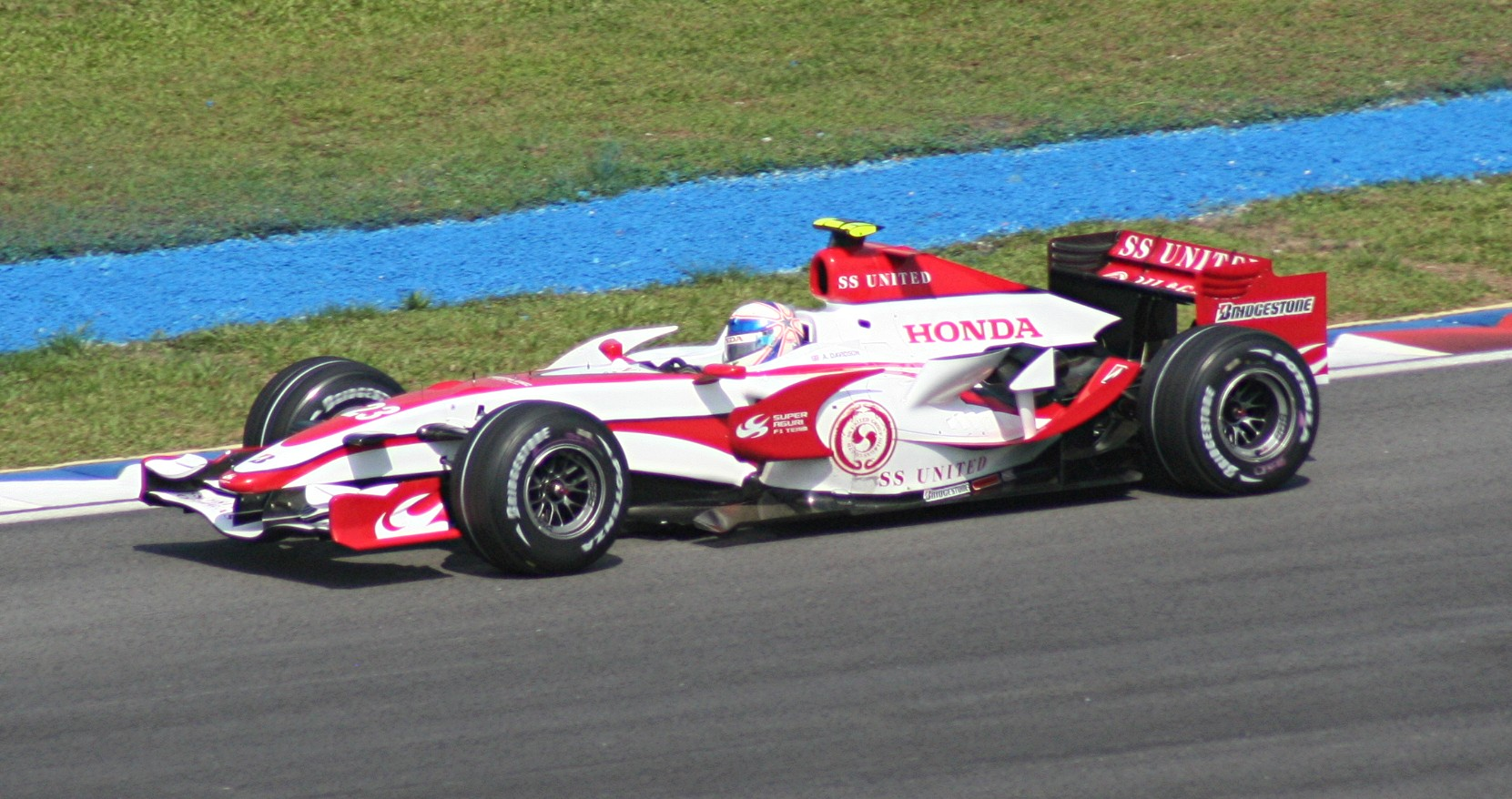
Anthony Davidson au Grand Prix de Malaisie 2007

### Vendredi matin
| Pos. | Pilote          | Voiture          | Chrono         | Écart     |
| ---- | --------------- | ---------------- | -------------- | --------- |
| 1    | Felipe Massa    | Ferrari          | 1 min 34 s 972 |           |
| 2    | Fernando Alonso | McLaren-Mercedes | 1 min 35 s 200 | + 0 s 248 |
| 3    | Lewis Hamilton  | McLaren-Mercedes | 1 min 35 s 712 | + 0 s 740 |
| 4    | Kimi Räikkönen  | Ferrari          | 1 min 35 s 779 | + 0 s 807 |
| 5    | Nico Rosberg    | Williams-Toyota  | 1 min 36 s 808 | + 1 s 336 |
| 6    | Mark Webber     | Red Bull-Renault | 1 min 36 s 522 | + 1 s 550 |

- Notes :
  - Sebastian Vettel, pilote essayeur chez BMW Sauber, a pris part à cette séance d’essais avec le n°35.
  - Kazuki Nakajima, pilote essayeur chez Williams, a pris part à cette séance d'essais avec n°38.

### Vendredi après-midi
| Pos. | Pilote               | Voiture         | Chrono         | Écart     |
| ---- | -------------------- | --------------- | -------------- | --------- |
| 1    | Felipe Massa         | Ferrari         | 1 min 35 s 780 |           |
| 2    | Giancarlo Fisichella | Renault         | 1 min 35 s 910 | + 0 s 130 |
| 3    | Heikki Kovalainen    | Renault         | 1 min 36 s 106 | + 0 s 326 |
| 4    | Kimi Räikkönen       | Ferrari         | 1 min 36 s 160 | + 0 s 380 |
| 5    | Nico Rosberg         | Williams-Toyota | 1 min 36 s 523 | + 0 s 743 |
| 6    | Alexander Wurz       | Williams-Toyota | 1 min 36 s 621 | + 0 s 841 |

### Samedi matin
| Pos. | Pilote          | Voiture          | Chrono         | Écart     |
| ---- | --------------- | ---------------- | -------------- | --------- |
| 1    | Lewis Hamilton  | McLaren-Mercedes | 1 min 34 s 811 |           |
| 2    | Felipe Massa    | Ferrari          | 1 min 34 s 853 | + 0 s 042 |
| 3    | Fernando Alonso | McLaren-Mercedes | 1 min 35 s 311 | + 0 s 500 |
| 4    | Robert Kubica   | BMW Sauber       | 1 min 35 s 385 | + 0 s 574 |
| 5    | Kimi Räikkönen  | Ferrari          | 1 min 35 s 498 | + 0 s 687 |
| 6    | Nico Rosberg    | Williams-Toyota  | 1 min 35 s 770 | + 0 s 959 |

## Grille de départ

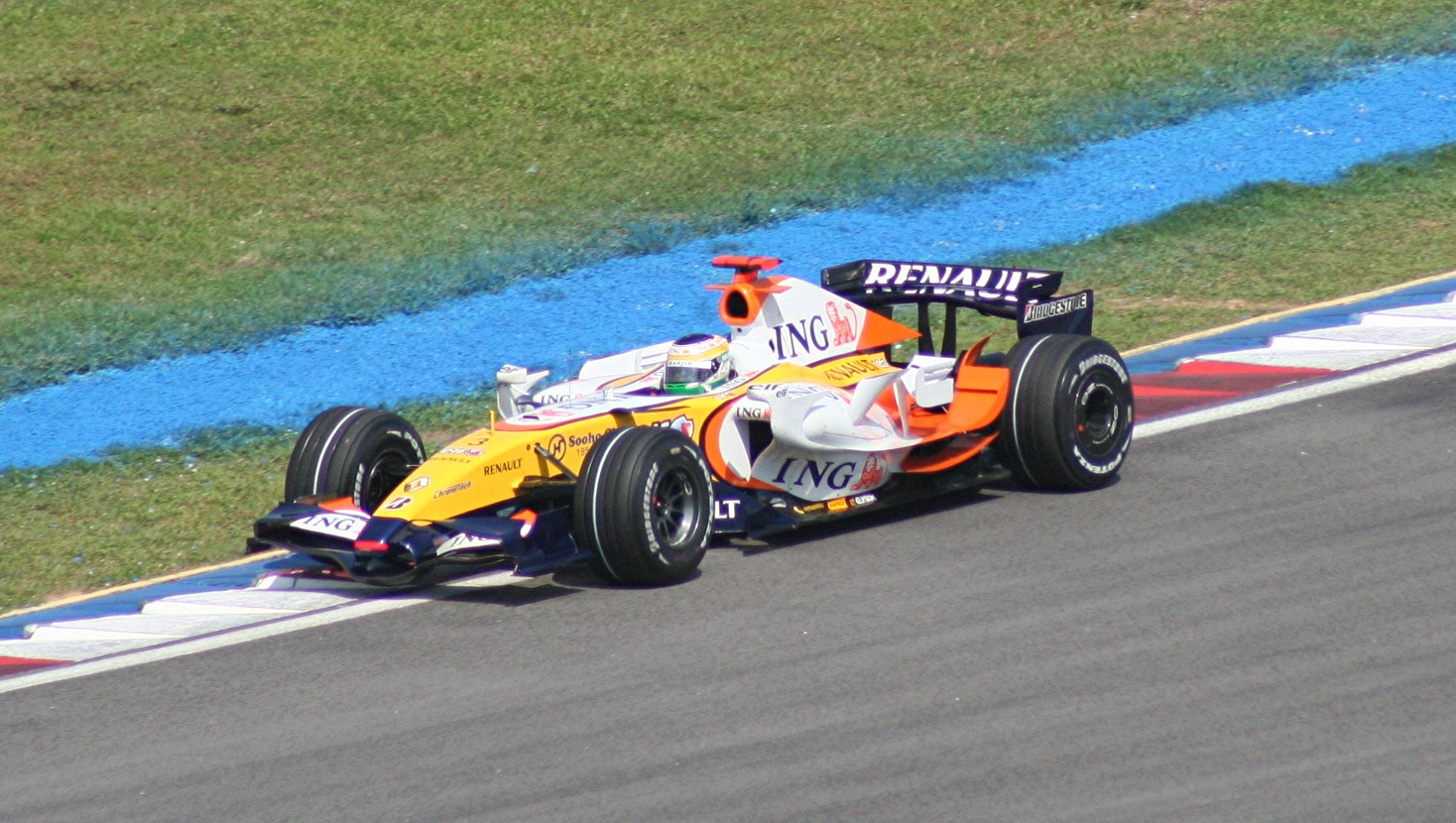
Giancarlo Fisichella au Grand Prix de Malaisie 2007

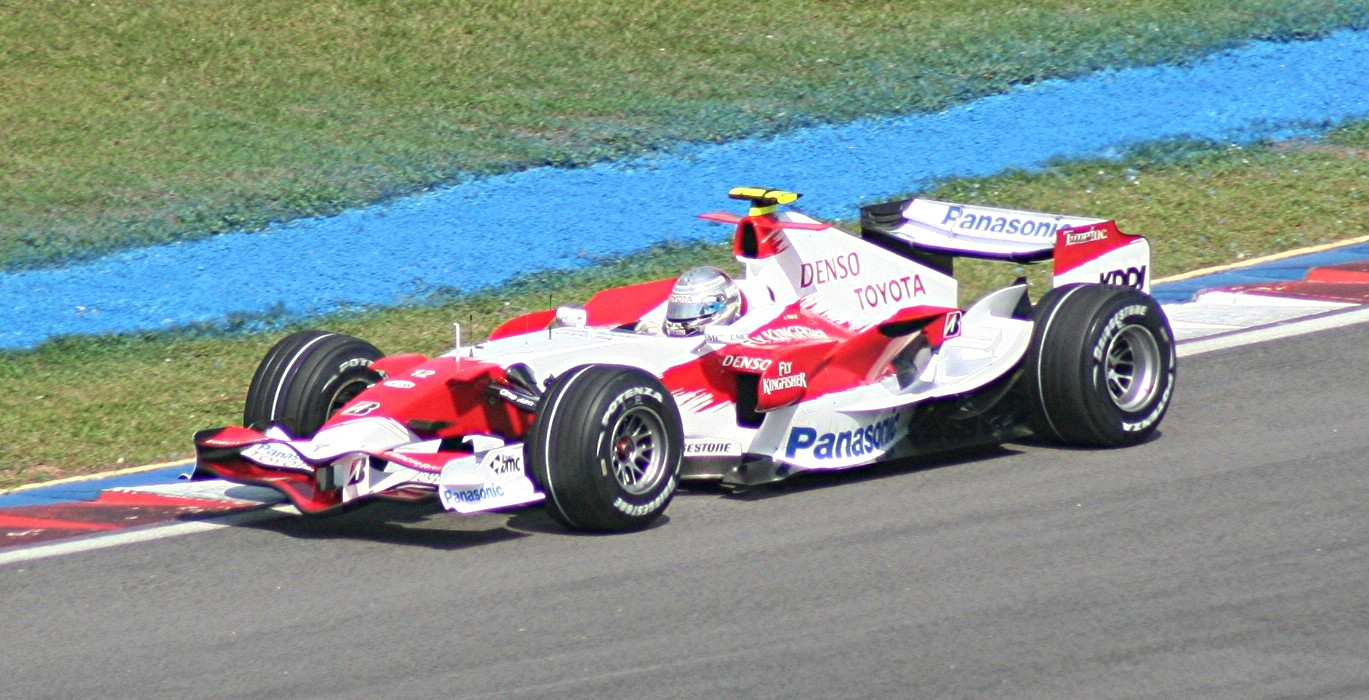
Jarno Trulli au Grand Prix de Malaisie 2007

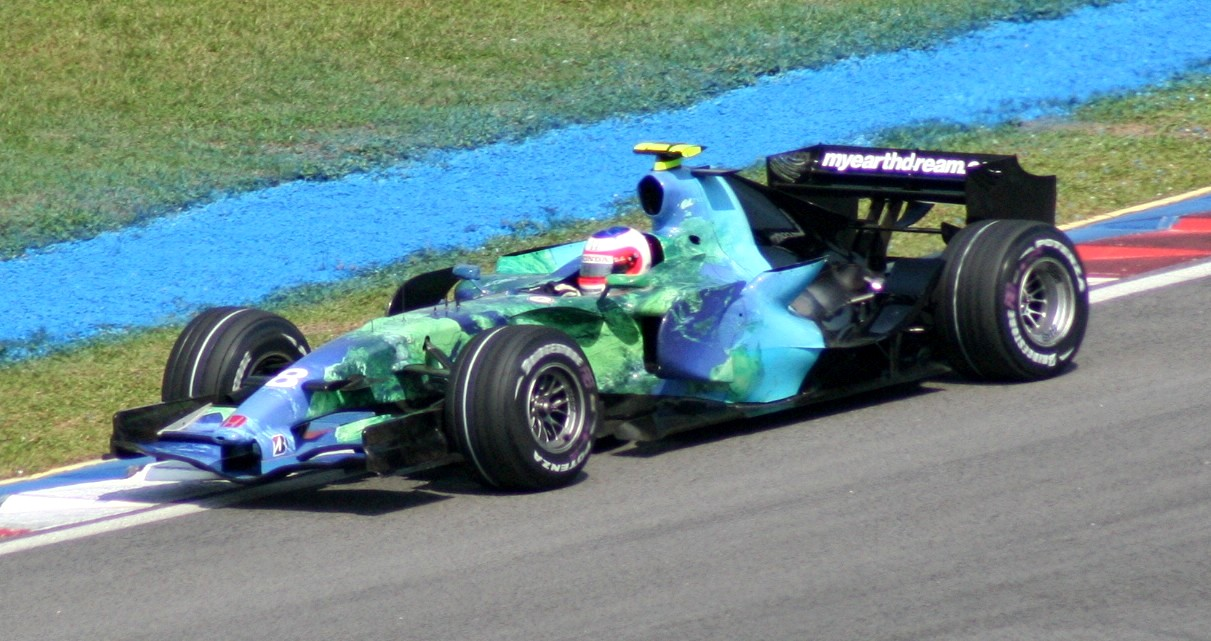
Rubens Barrichello au Grand Prix de Malaisie 2007

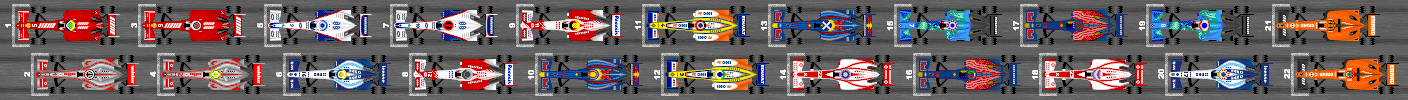
La grille de départ du Grand Prix

| Pos. | Pilote               | Écurie            | Qualifications 1 | Qualifications 2 | Qualifications 3 |
| ---- | -------------------- | ----------------- | ---------------- | ---------------- | ---------------- |
| 1    | Felipe Massa         | Ferrari           | 1 min 35 s 340   | 1 min 34 s 454   | 1 min 35 s 043   |
| 2    | Fernando Alonso      | McLaren-Mercedes  | 1 min 34 s 942   | 1 min 34 s 057   | 1 min 35 s 310   |
| 3    | Kimi Räikkönen       | Ferrari           | 1 min 35 s 138   | 1 min 34 s 687   | 1 min 35 s 479   |
| 4    | Lewis Hamilton       | McLaren-Mercedes  | 1 min 35 s 028   | 1 min 34 s 650   | 1 min 36 s 045   |
| 5    | Nick Heidfeld        | BMW Sauber        | 1 min 35 s 617   | 1 min 35 s 203   | 1 min 36 s 543   |
| 6    | Alexander Wurz       | Williams-Toyota   | 1 min 35 s 755   | 1 min 35 s 380   | 1 min 36 s 829   |
| 7    | Robert Kubica        | BMW Sauber        | 1 min 35 s 294   | 1 min 34 s 739   | 1 min 36 s 839   |
| 8    | Ralf Schumacher      | Toyota            | 1 min 35 s 666   | 1 min 35 s 255   | 1 min 36 s 902   |
| 9    | Jarno Trulli         | Toyota            | 1 min 35 s 736   | 1 min 35 s 595   | 1 min 37 s 078   |
| 10   | Mark Webber          | Red Bull-Renault  | 1 min 35 s 727   | 1 min 35 s 579   | 1 min 37 s 345   |
| 11   | Heikki Kovalainen    | Renault           | 1 min 36 s 092   | 1 min 35 s 630   |                  |
| 12   | Giancarlo Fisichella | Renault           | 1 min 35 s 879   | 1 min 35 s 706   |                  |
| 13   | David Coulthard      | Red Bull-Renault  | 1 min 35 s 730   | 1 min 35 s 766   |                  |
| 14   | Takuma Satō          | Super Aguri-Honda | 1 min 36 s 430   | 1 min 35 s 945   |                  |
| 15   | Jenson Button        | Honda             | 1 min 35 s 913   | 1 min 36 s 088   |                  |
| 16   | Vitantonio Liuzzi    | STR-Ferrari       | 1 min 36 s 140   | 1 min 36 s 145   |                  |
| 17   | Scott Speed          | STR-Ferrari       | 1 min 36 s 578   |                  |                  |
| 18   | Anthony Davidson     | Super Aguri-Honda | 1 min 36 s 816   |                  |                  |
| 19   | Rubens Barrichello   | Honda             | 1 min 36 s 827   |                  |                  |
| 20   | Nico Rosberg         | Williams-Toyota   | 1 min 37 s 326   |                  |                  |
| 21   | Christijan Albers    | Spyker-Ferrari    | 1 min 38 s 279   |                  |                  |
| 22   | Adrian Sutil         | Spyker-Ferrari    | 1 min 38 s 415   |                  |                  |

## Course

### Classement de la course

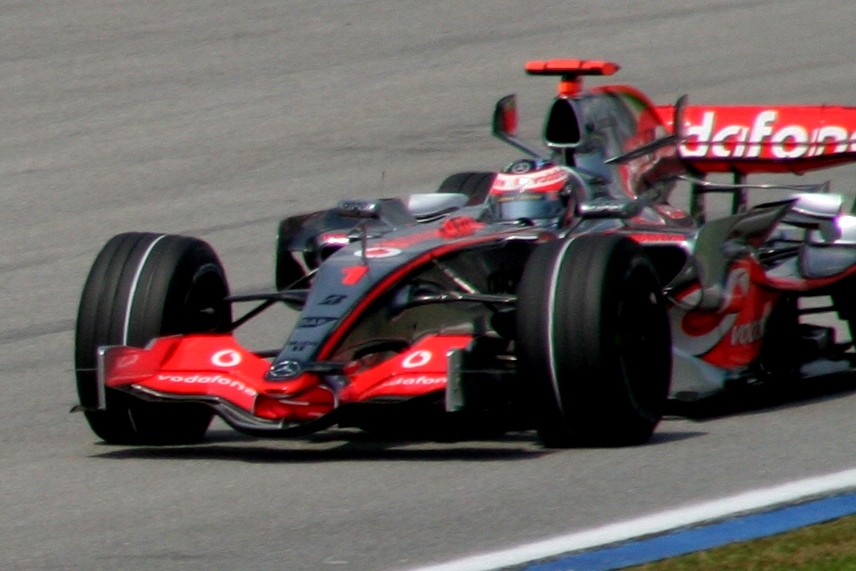
Alonso signe sa première victoire sur McLaren.

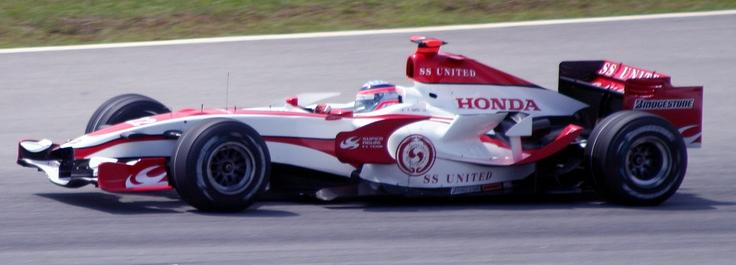
Takuma Satō au Grand Prix de Malaisie 2007

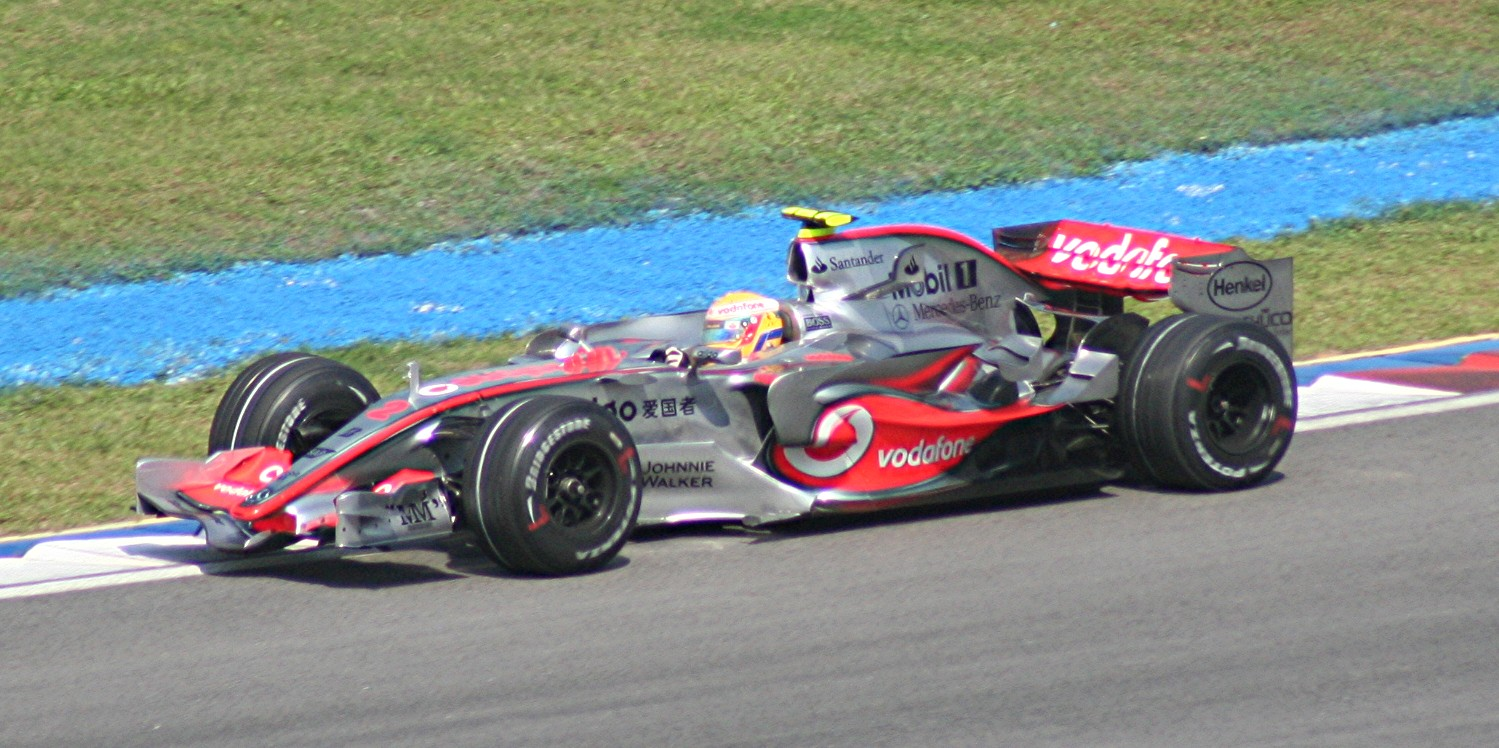
Lewis Hamilton au Grand Prix de Malaisie 2007

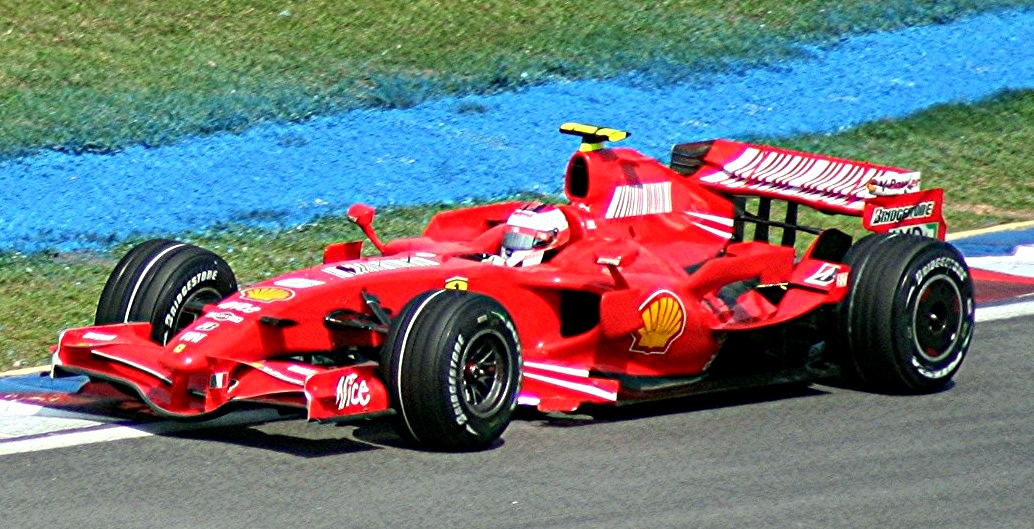
Kimi Raikkonen au Grand Prix de Malaisie 2007

| Pos. | no | Pilote               | Écurie            | Tours | Temps/Abandon                      | Grille | Points |
| ---- | -- | -------------------- | ----------------- | ----- | ---------------------------------- | ------ | ------ |
| 1    | 1  | Fernando Alonso      | McLaren-Mercedes  | 56    | 1 h 32 min 14 s 930 (201,894 km/h) | 2      | 10     |
| 2    | 2  | Lewis Hamilton       | McLaren-Mercedes  | 56    | + 17 s 557                         | 4      | 8      |
| 3    | 6  | Kimi Räikkönen       | Ferrari           | 56    | + 18 s 339                         | 3      | 6      |
| 4    | 9  | Nick Heidfeld        | BMW Sauber        | 56    | + 33 s 777                         | 5      | 5      |
| 5    | 5  | Felipe Massa         | Ferrari           | 56    | + 36 s 705                         | 1      | 4      |
| 6    | 3  | Giancarlo Fisichella | Renault           | 56    | + 1 min 05 s 638                   | 12     | 3      |
| 7    | 12 | Jarno Trulli         | Toyota            | 56    | + 1 min 10 s 132                   | 9      | 2      |
| 8    | 4  | Heikki Kovalainen    | Renault           | 56    | + 1 min 12 s 015                   | 11     | 1      |
| 9    | 17 | Alexander Wurz       | Williams-Toyota   | 56    | + 1 min 29 s 924                   | 6      |        |
| 10   | 15 | Mark Webber          | Red Bull-Renault  | 56    | + 1 min 33 s 556                   | 10     |        |
| 11   | 8  | Rubens Barrichello   | Honda             | 55    | + 1 tour                           | 22     |        |
| 12   | 7  | Jenson Button        | Honda             | 55    | + 1 tour                           | 15     |        |
| 13   | 22 | Takuma Satō          | Super Aguri-Honda | 55    | + 1 tour                           | 14     |        |
| 14   | 19 | Scott Speed          | STR-Ferrari       | 55    | + 1 tour                           | 17     |        |
| 15   | 11 | Ralf Schumacher      | Toyota            | 55    | + 1 tour                           | 8      |        |
| 16   | 23 | Anthony Davidson     | Super Aguri-Honda | 55    | + 1 tour                           | 18     |        |
| 17   | 18 | Vitantonio Liuzzi    | STR-Ferrari       | 55    | + 1 tour                           | 16     |        |
| 18   | 10 | Robert Kubica        | BMW Sauber        | 55    | + 1 tour                           | 7      |        |
| Abd. | 6  | Nico Rosberg         | Williams-Toyota   | 42    | Panne hydraulique                  | 19     |        |
| Abd. | 10 | David Coulthard      | Red Bull-Renault  | 36    | Freins                             | 13     |        |
| Abd. | 21 | Christijan Albers    | Spyker-Ferrari    | 7     | Moteur                             | 20     |        |
| Abd. | 20 | Adrian Sutil         | Spyker-Ferrari    | 0     | Collision                          | 21     |        |

### Pole position et record du tour
- Pole position :  Felipe Massa (Ferrari) en 1 min 35 s 043 (vitesse moyenne : 209,956 km/h). Le meilleur temps des qualifications a quant à lui été établi par Alonso lors de la Q2 en 1 min 34 s 057[6].
- Meilleur tour en course :  Lewis Hamilton (McLaren-Mercedes) en 1 min 36 s 701 au 22e tour (vitesse moyenne : 206,356 km/h)[7].

### Tours en tête
- Fernando Alonso (McLaren-Mercedes) : 52 tours (1–18 / 22-40 / 42–56) ;
- Lewis Hamilton (McLaren-Mercedes) : 2 tours (19-20) ;
- Nick Heidfeld (BMW Sauber) : 1 tour (21) ;
- Kimi Räikkönen (Ferrari) : 1 tour (41)[8].

## Classements généraux à l'issue de la course
| Pos. | Pilote               | Écurie           | Points |
| ---- | -------------------- | ---------------- | ------ |
| 1    | Fernando Alonso      | McLaren-Mercedes | 18     |
| 2    | Kimi Räikkönen       | Ferrari          | 16     |
| 3    | Lewis Hamilton       | McLaren-Mercedes | 14     |
| 4    | Nick Heidfeld        | BMW Sauber       | 10     |
| 5    | Giancarlo Fisichella | Renault          | 7      |
| 6    | Felipe Massa         | Ferrari          | 7      |
| 7    | Jarno Trulli         | Toyota           | 2      |
| 8    | Nico Rosberg         | Williams-Toyota  | 2      |
| 9    | Ralf Schumacher      | Toyota           | 1      |
| 10   | Heikki Kovalainen    | Renault          | 1      |

| Pos. | Écurie           | Points |
| ---- | ---------------- | ------ |
| 1    | McLaren-Mercedes | 32     |
| 2    | Ferrari          | 23     |
| 3    | BMW Sauber       | 10     |
| 4    | Renault          | 8      |
| 5    | Toyota           | 3      |
| 6    | Williams-Toyota  | 2      |

À la suite de l'affaire d'espionnage, les points de l'écurie McLaren seront rétroactivement supprimés le 13 septembre 2007 par décision du Conseil Mondial de la FIA.

## Statistiques
Le Grand Prix de Malaisie 2007 représente :
- la 16e victoire de sa carrière pour Fernando Alonso, sa première chez McLaren[10] ;
- la 149e victoire pour McLaren en tant que constructeur[11] ;
- la 54e victoire pour Mercedes en tant que motoriste[12] ;
- le 1er meilleur tour en course pour Lewis Hamilton[13].

Au cours de ce Grand Prix :
- Lewis Hamilton est le premier pilote à terminer les deux premières courses de sa carrière en Formule 1 sur le podium depuis le britannique Peter Arundell (Lotus) en 1964 ;
- En menant la course pendant 52 tours (288 km), Fernando Alonso passe la barre des 5 000 km en tête d'un Grand Prix de Formule 1 (5166 km).